# Panafricanisme a Espanya
El Panafricanisme a Espanya és un moviment sorgit de diversos projectes panafricanistes desenvolupats a Espanya, com ara el Front Organitzat de Joventuts Africanes (FOJA) o el Moviment Panteres Negres.
Ha estat influenciat pels disturbis de Los Angeles de 1992, durant la projecció de la pel·lícula de Malcolm X, així com pel naixement del Hip-Hop i pels assassinats racistes com el de Lucrecia Pérez. Els professors Antumi Toasijé, Justo Bolekia Boleká, Mbuyi Kabunda Badi i Eugenio Nkogo Ondo representen la vessant acadèmica del moviment espanyol.

## Africans i afroamericans a Espanya
Des de la prehistòria, existeix població d'origen africà a Espanya. En els començaments de la Paleoantropologia com a ciència, l'estudi de les restes fòssils pretenia adscriure'ls a les tipologies racials que en aquell moment es consideraven, identificant-ne alguns com a precedents de la raça negra, com ara el denominat Home de Cromanyó; tot i que la paleoantropologia moderna, actualment, considera que no poden establir-se diferenciacions poblacionals de tipologia racial en aquestes restes. Tot i així, els autors identificats amb el panafricanisme proposen l'africanitat d'Espanya amb arguments com aquest.
Tot i que, històricament, les relacions amb l'Àfrica negra s'intensificaven o minvaven en funció del període històric, la presència de població negra va anar deixant testimonis verificables, sobretot durant l'època medieval i l'època moderna, com ara els de Juan Latino o Juan de Pareja. Malgrat això, no serà fins a finals del segle xix que la població africana començarà a adquirir consciència d'unitat. A Espanya, aquesta consciència serà més tardana, principalment a partir de les dècades de 1980 i 1990, ja a finals del segle xx, en part a causa de la dispersió poblacional africana per tot el territori estatal.

## Mitjans de comunicació
A principis dels anys 90 del segle xx, diverses publicacions tindran una importància crucial en la conscienciació panafricanista a Espanya. Aquests mitjans aniran configurant el caràcter del moviment panafricanista espanyol, amb revistes com Tam-Tam i Gea. Posteriorment, a principis del segle xxi, van sorgir-ne d'altres, com Nsibidi, Culturas Africanas, Afrotown, la Voz de África Radio, Ewaiso, AEJGE o Wanafrica.
Vinculats, en major o menor grau, a aquestes publicacions, es troben líders i organitzadors destacats del moviment, com ara Abuy Nfubea, Ras Babi Babiker, Remei Sipi, Ataye Mbenky, Edmundo Sepa, Irene Yamba i Luis Alberto Alarcón, influenciats mútuament per intel·lectuals com Mbuyi Kabunda, Antumi Toasijé, Donato Ndongo, Celestino Okenve, Nkogo Ondo i Dj Moula.

### La Revista Nsibidi
El 2003 va sorgir, al voltant de la Universitat de les Illes Balears, un moviment intel·lectual avantguardista de caràcter africà, centrat i dirigit per l'aleshores estudiant Antumi Toasijé i d'altres intel·lectuals. Aquest moviment rebé el nom d'Associació d'Estudis Africans i Panafricanisme, centrant les seves activitats en la publicació de la revista Nsibidi. El treball de Nsibidi havia de ser determinant per configurar, al voltant del bicentenari de la revolució antiesclavista d'Haití, un discurs oposat a l'eurocentrisme.

## Congressos Panafricanistes a Espanya
La reacció contra el racisme i la violència neonazi, van provocar que durant el II Congrés de les Panteres Negres de l'Estat Espanyol celebrat a Alcalà d'Henares el novembre de 1995, s'aprovés l'ús de la força en defensa de la integritat física dels negres.
Les polítiques de reparació i unitat com a estratègies polítiques van ser aprovades durant la celebració del IV Congrés d'Unificació de Barcelona l'any 2000, que va recuperar els postulats del manifest dels 12 punts i rectificat en les tesis aprovades en la Conferència Internacional sobre Malcolm X d'Alcalá d'Henares de 1994. La lluita per la visibilitat del moviment per les reparacions es va concretar a proposta de FOJA durant el Primer Congrés d'Estudiants i Joves Guineans (AEJGE) de Barcelona, el 2001, on es va exigir una reparació internacional per l'esclavitud a l'Àfrica, en general, i a Guinea Equatorial, en particular.
Serà en el context de la migració africana i el drama de les pasteres, cosa que anirà produint diferents processos de maduresa política, que a la vegada aniran armant el moviment en favor de les reparacions. Així, la participació d'Abuy Nfubea en la Conferència Internacional de Durban contra el racisme impulsarà el procés del moviment negre a Espanya.
El brasiler Lío Nsumbi va contribuir perquè la III trobada de joves panafricanistes, celebrada a Lavapiés el 2001, aprovés un pla d'acció que es desenvoluparia en la V Conferència de joves panafricanistes: Panafricanisme i immigració, celebrada a Almeria el 2002. Ataye Mbenky va coordinar des d'Almeria, juntament amb altres líders com Rufina Ovono, Koné Seydú o Abuy Nfubea, el procés dels tancaments d'immigrants en les esglésies d'Almeria, essent actius també en els de Barcelona i Madrid.

### Primer Congrés Panafricanista a Espanya
Durant la V Conferència Panafricanista d'Almeria, es van recollir els postulats i propostes de treball en defensa de la classe treballadora africana, que va donar lloc a la consolidació de la Federació Panafricanista, que va organitzar el Primer Congrés Panafricanista l'octubre de 2003 al Col·legi Nostra Senyora d'Àfrica de Barcelona, amb la presència de Donato Ndongo i Mbuyi Kabunda Badi, entre altres prominents líders i intel·lectuals. També a Barcelona, Edmundo Sepa, dins de la campanya Una altra Àfrica és Possible, del Fòrum Segle Africà, va convocar una assemblea on van participar, entre d'altres James Valencia, Horance Campbell, Mbuyi Kabunda i Abuy Nfubea.

### Segon Congrés Panafricanista a Espanya
El II Congrés Panafricanista a Espanya, celebrat a Madrid els dies 1 al 4 de desembre de 2005, Abuy Nfubea, amb el disseny científic d'Antumi Toasijé, va reunir un gran nombre de líders, activistes i intel·lectuals negres, com ara els ponents Mbuyi Kabunda Badi, Molefi Kete Asante, Ana Yenenga, Bertín Oke, Diop Olugbala, Bukhari Olatundji, Matala Oko, Celestino Okenve, Santos Villalba, Justo Bolekia Boleká, Marcelino Bondjale, Dogad Dogui, Catalina Mikwé, Motea Bela, Tcham Bissá i Laura Victoria Valencia. Les seves conclusions, unides a les seves reivindicacions, pretenien enfortir el paper de la Conferència de Durban de 2001, a més a més de situar les reparacions en la centralitat de l'estratègia política del moviment panafricanista espanyol.

### Proposició no de Llei sobre Memòria de l'esclavitud, reconeixement i suport a la comunitat negra, africana i afrodescendent d'Espanya (PNL)
La Proposició no de Llei sobre Memòria de l'esclavitud, reconeixement i suport a la comunitat negra, africana i afrodescendent d'Espanya (PNL), aprovada pel Congrés espanyol el 19 de febrer de 2010, és la màxima fita aconseguida per la població negra espanyola des de l'abolició de l'esclavitud. La PNL recull part de les principals peticions de la comunitat negra espanyola, entre les quals es troba el reconeixement a la comunitat negra, sobre la base del seu destacable arrelament al país. És una iniciativa panafricana que s'articula a partir de les accions de la massa associativa: Federació Panafricanista, Fundació Vida Grup Ecològic Verd, Associació Panteres Negres, Alt Consell de Comunitats Negres d'Espanya, així com dels dissenys intel·lectuals d'Antumi Toasijé (Centre Panafricà i Centre d'Estudis Panafricans). La PNL va ser aprovada per part del Partit Popular i del Partit Socialista Obrer Espanyol, en gran manera pel context del moment, en què va ser nomenat President dels Estats Units d'Amèrica l'afroamericà Barack Obama.
Les peticions van sorgir d'un procés en el qual el llenguatge i l'orientació ideològica establerts per Nsibidi, així com les conclusions del Segon Congrés Panafricansita, van ser reelaborades en 40 reivindicacions titulades “Proclama del Perdó per l'Esclavitud i la seva Trata 1444 – 1888”. La PNL es considera una gran fita, ja que és el pas previ per assolir una Llei Integral, que podria incloure mesures concretes de reconeixement, visibilització i suport a la comunitat africana i afrodescendent negra d'Espanya, així com un pas en la línia de les reparacions pels crims comesos per l'esclavitud i el colonialisme espanyols.